# Buriti
El buriti o moritxe (Mauritia flexuosa), és una espècie de palmeres de la família dels arecàcies, endògena de les zones tropicals de Sud-amèrica. Les fruites, l'oli i el suc són aliments valorats. Les fibres i la fulles es fan servir en cordes, teulats… Arbre essencial de les cultures indígenes, avui se'n fan també plantatges.

## Descripció
Té tiges solitàries de 20 a 35 m d'altura i 3 a 4 de diàmetre de color cafè clar. La corona està formada per 11 a 14 fulles amb raquis de 2,5 m de longitud. La inflorescència és erecta amb peduncle d'1 m i raquis d'1,5 m de llarg. Raïms amb més de mil fruits, cadascun de 5 a 7 cm de llarg i 4,5 a 5 cm de diàmetre, color vermell fosc, amb mesocarpi carnós taronjat o groc i llavor color castany. Fa arrels horitzontals de fins a 40 metres.
El gènere te el nom en honor de Joan Maurici de Nassau-Siegen, de la Companyia Neerlandesa de les Índies Occidentals, governador de les possessions de les Províncies Unides al Brasil. L'epítet flexuosos significa tortuós, sinuó.

## Hàbitat
Prolifera en terrenys inundables a l'Amazònia, la conca de l'Orinoco i els vessants baixos dels Andes fins a 500 metres d'altitud. Creix en grans poblacions en una mena de bosc mixt que forma un ecosistema que atreu la fauna en l'època de fructificació.

## Cultiu

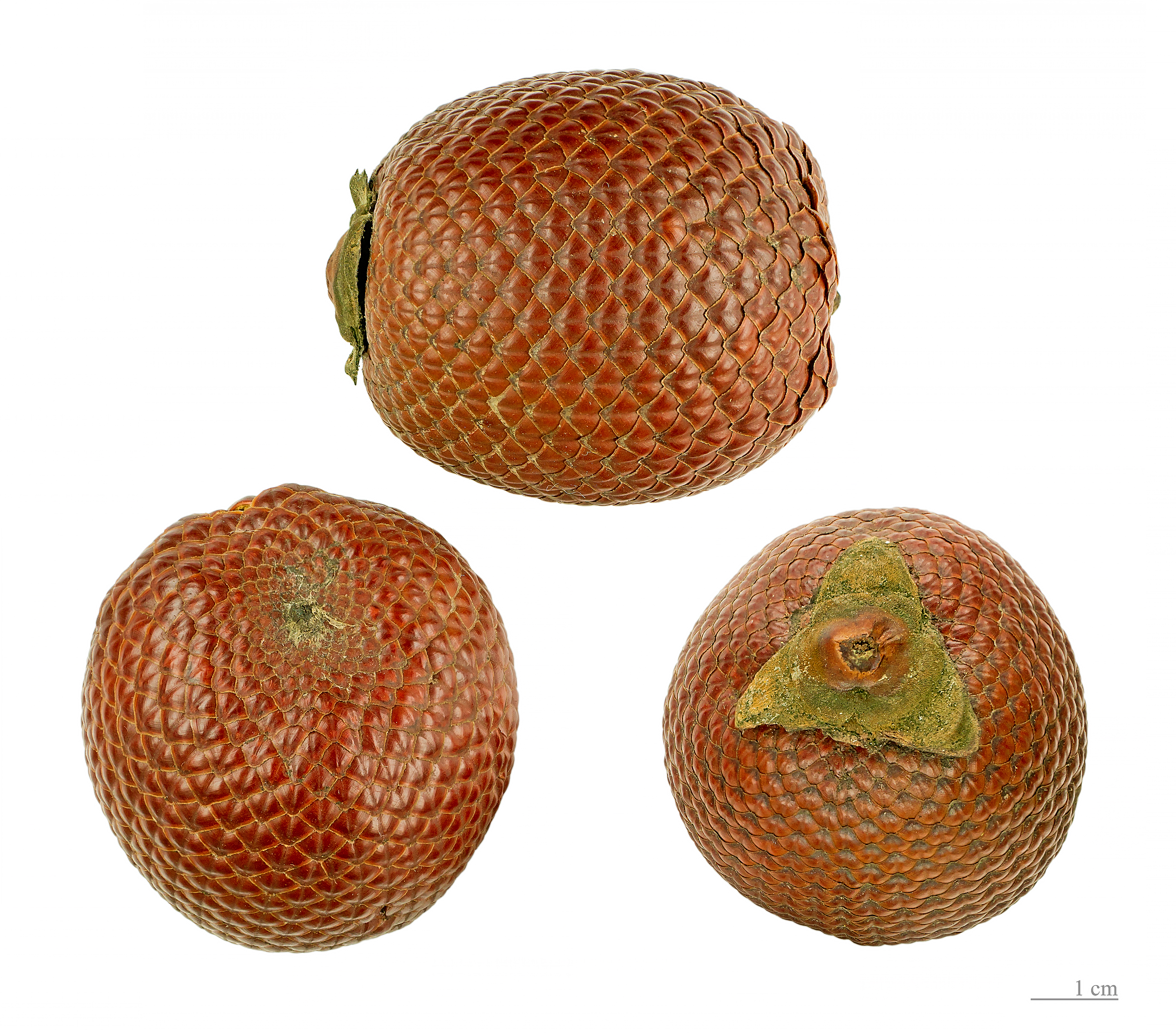
Fruits

Els distànciaments recomanats en monocultura són variats, el més freqüent és de 8 × 8 m, i col·locant en cada punt de plantació dos plançons espaiades d'un metre per a eliminar l'excés de plantes masculines; n'hi haurà de mantenir en la població un màxim de 20%.
La fructificació de l'aguaje comença entre els 7 a 8 anys després de la plantació, quan les plantes atenyen una altura de 6-7 m, encara que es van observar plantes fructificar a partir del quart any. Fructifica tot l'any, amb majors concentracions entre els mesos de febrer-agost i relativa escassesa els mesos de setembre-novembre. La producció en sistemes naturals s'estima en 6,1 t/ha al Perú i 9,1 t/ha a Colòmbia; sota cultiu, en plantacions de monocultiu de cent palmells per hectàrea, s'obté 19 t/ha amb una mitjana de 190 kg per planta.

## Usos
Des de temps immemorial la població nativa fa un ús múltiple d'aquest palmell. Se'n mengen els fruits que tenen una pulpa altament nutritiva com què conté proteïnes, greix, vitamines i carbohidrats. Es menja fresca. El suc de la fruita o de l'arbre es fa servir per a fabricar begudes fermentades. L'oli és ric en àcids grassos, tocoferols i betacarotè. De les fulles s'extreuen fibres per a fabricar cordes, cistelles i altres objectes. En els troncs crien les larves mojojoy o mukindi de coleòpters (Rhynchophorus palmarum, Rhinostomus barbirostris) que són considerades com una plaga per molt que són comestibles, rics en proteins i grassos.
| «                    | macuxi Kîttï yamito' mîrîrî kuwai yare | català La palla de buriti fa la coberta de la casa | » |
| — Hada Ribeiro, 2010 |                                        |                                                    |   |